# Iparía (distrito)
Iparía é um distrito peruano localizado na Província de Coronel Portillo, região de Ucayali. Sua capital é a cidade de Iparía.

## Transporte
O distrito de Iparía é servido pela seguinte rodovia:
- UC-116, que liga partes do território do Distrito
- UC-114, que liga o distrito de Masisea à cidade de Tahuanía[2][3][4]